# Política de Angola

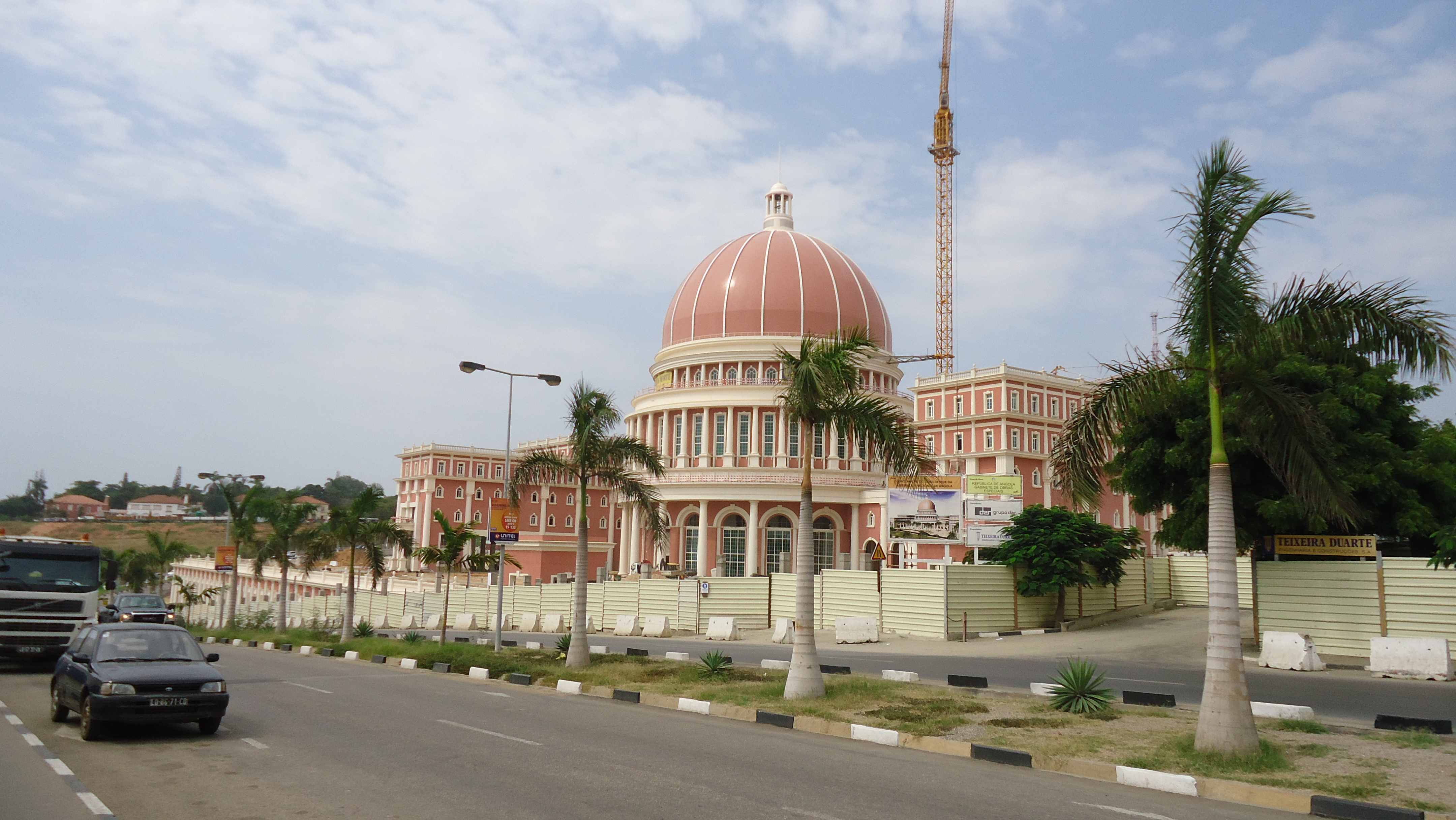
Asamblea Nacional de Angola, en Luanda.

El régimen político vigente en Angola es el presidencialismo, en el que el presidente de la República es también jefe de Estado y de Gobierno; está asesorado por un Consejo de Ministros, que junto con el presidente forman el poder ejecutivo nacional. El poder legislativo reside en los 220 parlamentarios elegidos para la Asamblea Nacional. El Presidente de la República, junto con el Parlamento, nombra a la mayoría de los miembros de los dos órganos superiores del poder judicial, es decir, el Tribunal Constitucional y el Tribunal Supremo. Siguen formando parte del poder judicial el Tribunal de Cuentas y el Tribunal Supremo Militar.
El gobierno angoleño se compone de tres poderes: ejecutivo, legislativo y judicial. Durante décadas, el poder político se ha concentrado en la presidencia con el Movimiento Popular para la Liberación de Angola.

## Historia
Desde la aprobación de una nueva Constitución en 2010, la política de Angola se desarrolla en el marco de una república presidencialista, en la que el Presidente de Angola es a la vez jefe de Estado y jefe de Gobierno, y de un sistema multipartidista. El poder ejecutivo lo ejerce el Gobierno. El poder legislativo corresponde al Presidente, al Gobierno y al Parlamento.
Angola pasó de un sistema marxista-leninista unipartidista gobernado por el Movimiento Popular para la Liberación de Angola (MPLA), vigente desde la independencia en 1975, a una democracia multipartidista basada en una nueva Constitución aprobada en 1992. Ese mismo año se celebraron las primeras elecciones parlamentarias y presidenciales. El MPLA obtuvo mayoría absoluta en las elecciones parlamentarias. En las presidenciales, el presidente José Eduardo dos Santos ganó las elecciones en primera vuelta con más del 49% de los votos, frente al 40% de Jonas Savimbi. Hubiera sido necesaria una segunda vuelta, pero nunca tuvo lugar.
La reanudación de la guerra civil inmediatamente después de las elecciones, consideradas fraudulentas por UNITA, y el colapso del Protocolo de Lusaka, crearon una situación de división. Hasta cierto punto, las nuevas instituciones democráticas funcionaron - en particular la Asamblea Nacional, con la participación activa de los diputados elegidos por UNITA y el FNLA-, mientras que José Eduardo dos Santos siguió ejerciendo sus funciones sin legitimación democrática. Sin embargo, las fuerzas armadas del MPLA (ahora las fuerzas armadas oficiales del Estado angoleño) y de UNITA lucharon entre sí hasta que el líder de UNITA, Jonas Savimbi, murió en combate en 2002.
De 2002 a 2010, el sistema definido por la Constitución de 1992 funcionó con relativa normalidad. El poder ejecutivo del gobierno estaba compuesto por el presidente, el primer ministro y el Consejo de Ministros. El Consejo de Ministros, compuesto por todos los ministros y viceministros, se reunía periódicamente para debatir cuestiones políticas. Los gobernadores de las 18 provincias eran nombrados por el presidente y ejercían sus funciones a su discreción. La Ley Constitucional de 1992 establecía las líneas generales de la estructura gubernamental y los derechos y deberes de los ciudadanos. El sistema jurídico se basaba en el derecho portugués y consuetudinario, pero era débil y fragmentado. Sólo funcionaban tribunales en 12 de los más de 140 municipios. Un Tribunal Supremo actuaba como tribunal de apelación; nunca se constituyó un Tribunal Constitucional con poderes de revisión judicial a pesar de la autorización legal. En la práctica, el poder se concentraba cada vez más en manos del Presidente que, apoyado por un personal cada vez mayor, controlaba en gran medida el parlamento, el gobierno y el poder judicial.[cita requerida]
Los 26 años de guerra civil han devastado las instituciones políticas y sociales del país. La ONU calcula que hay 1,8 millones de desplazados internos, mientras que la cifra generalmente aceptada de personas afectadas por la guerra es de 4 millones. Las condiciones cotidianas de vida en todo el país y específicamente en Luanda (con una población aproximada de 6 millones de habitantes) reflejan el colapso de la infraestructura administrativa, así como de muchas instituciones sociales. La grave situación económica actual impide en gran medida cualquier apoyo gubernamental a las instituciones sociales. Los hospitales no tienen medicinas ni equipamiento básico, las escuelas no tienen libros y los empleados públicos carecen a menudo de los suministros básicos para su trabajo diario.
José Eduardo dos Santos dejó la presidencia de Angola tras 38 años en 2017, siendo sucedido pacíficamente por João Lourenço, el sucesor elegido por Santos. Sin embargo, este inició una campaña contra la corrupción de la era dos Santos. En noviembre de 2017, Isabel dos Santos, la multimillonaria hija del expresidente José Eduardo dos Santos, fue despedida de su cargo al frente de la petrolera estatal del país, Sonangol. En agosto de 2020, José Filomeno dos Santos, hijo del expresidente de Angola, fue condenado a cinco años de cárcel por fraude y corrupción.
En agosto de 2022, el partido gobernante, MPLA, obtuvo otra mayoría absoluta y el presidente Joao Lourenco logró un segundo mandato de cinco años en las elecciones. Sin embargo, las elecciones fueron las más reñidas de la historia de Angola.

## Poder ejecutivo
La Constitución de 2010 otorga al Presidente un poder casi absoluto. Las elecciones a la Asamblea Nacional se celebran cada cinco años, y el presidente es automáticamente el líder del partido o coalición ganador. Corresponde al Presidente nombrar (y destituir) a todas las personas siguientes:
- Los miembros del Gobierno (ministros de Estado, ministros, secretarios de Estado y viceministros)
- Los miembros del Tribunal Constitucional
- Los miembros del Tribunal Supremo
- Los miembros del Tribunal de Cuentas
- Los miembros del Tribunal Supremo Militar
- El Gobernador y los Vicegobernadores del Banco Nacional de Angola
- El Fiscal General, los Vicefiscales Generales y sus adjuntos (así como los homólogos militares);
- Los Gobernadores de las provincias
- Los miembros del Consejo de la República
- Los miembros del Consejo de Seguridad Nacional
- Los miembros de los Consejos Superiores de la Magistratura
- El General Jefe de las Fuerzas Armadas y su adjunto
- Todos los demás puestos de mando de las fuerzas armadas
- El Comandante General de la Policía y su segundo
- Todos los demás puestos de mando de la policía
- Los jefes y directores de los órganos de inteligencia y seguridad

El Presidente también dispone de diversos poderes, como definir la política del país. Aunque no le corresponde hacer leyes (sólo promulgarlas y hacer edictos), el presidente es el líder del partido ganador. El único cargo «relevante» que no es nombrado directamente por el presidente es el de Vicepresidente, que es el segundo del partido ganador.
José Eduardo dos Santos dejó la Presidencia de Angola tras 38 años en 2017, siendo sucedido pacíficamente por João Lourenço, el sucesor elegido por Santos.

## Poder legislativo

Asamblea nacional de Angola en 2022

La Asamblea Nacional (Assembleia Nacional) tiene 223 miembros, elegidos por un mandato de cuatro años, 130 miembros por representación proporcional, 90 miembros en distritos provinciales y 3 miembros para representar a los angoleños en el extranjero. Las elecciones generales de 1997 se reprogramaron para el 5 de septiembre de 2008. El partido gobernante, MPLA, obtuvo el 82% (191 escaños en la Asamblea Nacional) y el principal partido de la oposición sólo el 10% (16 escaños). Sin embargo, las elecciones se han calificado de «parcialmente libres» y, desde luego, no justas. Un libro blanco sobre las elecciones de 2008 enumera todas las irregularidades que rodearon las elecciones parlamentarias de 2008.[cita requerida]

## Poder Judicial
Los jueces del Tribunal Supremo (Tribunal da Relacao) son nombrados por el presidente. El Tribunal Constitucional, con poder de revisión judicial, está compuesto por 11 magistrados. Cuatro son nombrados por el presidente, cuatro por la Asamblea Nacional, dos por el Consejo Superior de la Magistratura y uno elegido por el público.

## Divisiones administrativas
Angola está conformada por dieciocho provincias: Bengo, Benguela, Bié, Cabinda, Cuando Cubango, Cuanza Norte, Cuanza Sul, Cunene, Huambo, Huíla, Luanda, Lunda Norte, Lunda Sul, Malanje, Moxico, Namibe, Uíge, Zaire.

## Grupos de presión políticos
- Frente para la Liberación del Enclave de Cabinda o FLEC (Henrique N'zita Tiago; António Bento Bembe). El grupo se encuentra librando una lucha armada a pequeña escala, muy dividida en facciones, por la independencia de la provincia.[12]

## Participación de organizaciones internacionales
Angola toma parte en las siguientes organizaciones internacionales: Estados de África, del Caribe y del Pacífico, BAFD, CEEAC, Comisión Económica de las Naciones Unidas para África, FAO, Grupo de los 77, OIEA, BIRF, OACI, Corte Penal Internacional (signatario), CIOSL, Movimiento Internacional de la Cruz Roja y de la Media Luna Roja, Asociación Internacional de Fomento, FIDA, CFI, IFRCS, Organización Internacional del Trabajo, Fondo Monetario Internacional, Organización Marítima Internacional, Interpol, COI, Organización Internacional para las Migraciones, ISO (corresponsal), UIT, Consejo de Países No Alineados (temporal), CNUCYD, UNESCO, ONUDI, UPU, Organización Mundial de Aduanas, Federación Sindical Mundial, OMS, OMPI, OMM, OMT, OMC.

## Lectura complementaria
- Bösl, Anton (2008). Elecciones parlamentarias en Angola en 2008 (en inglés). Un país camino de la democracia unipartidista, KAS Auslandsinformationen 10/2008.
- Amundsen, I. (2011) Política de partidos en Angola: Hacia la tendencia africana (en inglés). Angola Brief vol. 1 n.º 9.